# Cécile Chabot

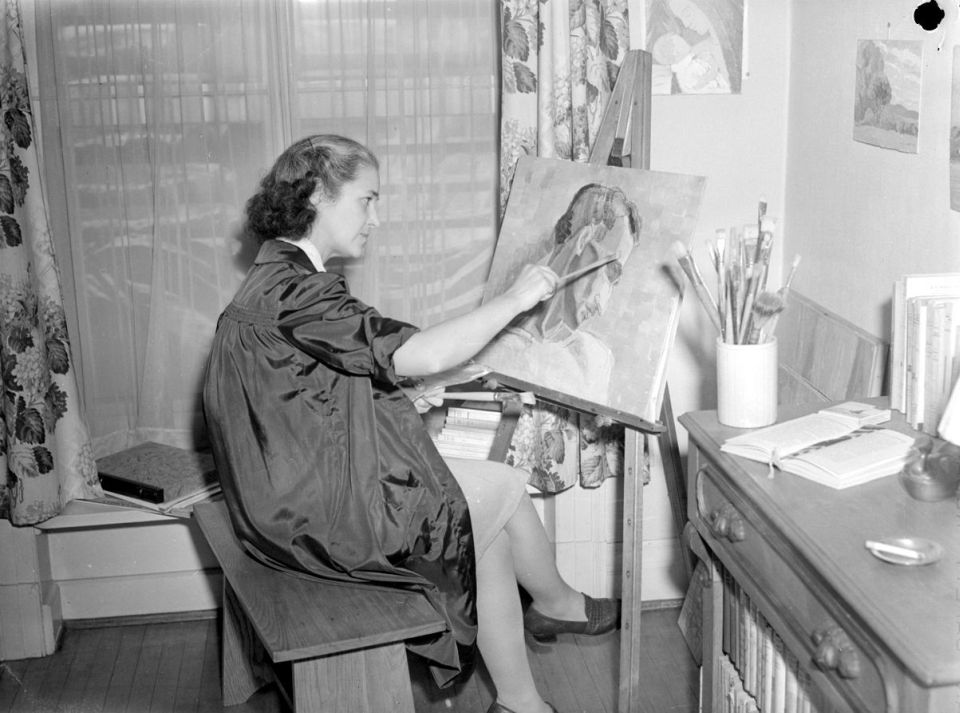
Cécile Chabot, 1945

Cécile Chabot (* 11. September 1907 in L'Annociation; † 1990) war eine kanadische Lyrikerin, Erzählerin und Malerin.
Chabot besuchte die École des arts et métiers und von 1933 bis 1938 die École des beaux-arts in Montreal. Sie arbeitete für verschiedene Zeitschriften und verfasste von 1942 bis 1946 Sketche für Radiosendungen der CBC. 1944 wurde sie Pressesprecherin der Association des Amis de'l art. Ab 1948 war sie Mitglied der Société des écrivains canadiens und der Société royale du Canada. Sie veröffentlichte mehrere Gedicht- und Erzählbände mit eigenen Illustrationen. Für Féerie erhielt sie 1964 die Bronzemedaille der Société royale.

## Werke
- Légende mystique (1942)
- Paysannerie : conte des rois (1944)
- Imagerie : contes de Noël (1944)
- Le Cheval vert (1961)
- Féerie (1964)